# Luca Arnaù
Luca Arnaù (Genova, 16 ottobre 1965) è un giornalista, scrittore e sceneggiatore italiano.

## Biografia
Dal 1992 al 2004 ha lavorato per Il Secolo XIX, scrivendo articoli di cronaca e spettacolo. Nel 2004 si sposta a Milano come capo redattore di cultura e spettacoli del quotidiano Fatti Nuovi diretto da Massimo Balletti. Dal 2007 al 2009 dirige le agenzie fotografiche Novamedia e Masterphoto. Ha collaborato come corrispondente dal Sud-Est Asiatico e dagli USA per varie testate italiane e internazionali, inclusi i mensili Maxim e Allure. Nel giugno 2011 viene chiamato a dirigere il settimanale Corona Star's. È stato direttore di giornali e riviste, tra cui Bella, Top Salute per Alberto Peruzzo Editore, Tutto, Ora, Eva 3000, Vip, DiTutto e La nuova Epoca.
Nell'autunno del 2023, ha diretto la testata online Dillinger News, fondata da Fabrizio Corona. La testata si occupa principalmente di gossip e spettacolo, ha avuto rilievo mediatico grazie alla sua inchiesta sul calcio scommesse. Arnaù lascia dopo un mese per divergenze inconciliabili con Corona. Successivamente, è diventato direttore della neo-fondata LaCityMag del gruppo televisivo LaC TV Network.
È autore di diversi thriller storici, tra cui Le Dieci Chiavi di Leonardo, disponibile anche in audiolibro e tradotto anche in francese (L'énigme de l'arrache-coeur per City Éditions, 2023).

## Opere

### Le Indagini di Leonardo da Vinci
- Le Dieci Chiavi di Leonardo, (Newton Compton Editori, 2021 ISBN 8822748549)
- L'Enigma di Leonardo (Newton Compton Editori, 2022 ISBN 8822768876)
- Gli Arcani di Leonardo (AltreVoci Edizioni, 2024 ISBN 979-1281822122)

### Yeshua il Prescelto
- Yeshua il Prescelto (AltreVoci Edizioni, 2023 ISBN 979-1280100535)

## Riconoscimenti
- Nel febbraio 2024, Yeshua il Prescelto ha vinto il primo premio per il “Miglior Romanzo su Gesù” da parte della Giuria del Cristian Music Festival di Sanremo 2024 [13][14][15]

## Filmografia
- La Banda del Buffardello e il manoscritto di Leonardo con Mario Chiavalin (2022)
- L'Elisir di Leonardo da Vinci e la Banda del Buffardello con Mario Chiavalin (2024) [16]
- Il Circo delle Meraviglie con Mario Chiavalin (2024) [17]
- Italians (56 episodi) - Serie TV in onda su Chili TV (2021-2023) [18]